# Phyllonorycter philerasta
Phyllonorycter philerasta är en fjärilsart som först beskrevs av Edward Meyrick 1922.  Phyllonorycter philerasta ingår i släktet guldmalar, och familjen styltmalar. Inga underarter finns listade i Catalogue of Life.